# Општина Брезовица
Општина Брезовица (словен. Brezovica) је једна од општина Средњесловенске регије у држави Словенији. Седиште општине је градић Брезовица при Љубљани.

## Природне одлике
Рељеф: Општина Брезовица налази се у средишњем делу државе, југозападно од Љубљане. Јужни део општине је брдско-планински (планина Крим), док се северни спушта у Љубљанско барје.
Клима: У општини влада умерено континентална клима.
Воде: Најважнија вода у општини је Љубљанско барје, из кога истиче река Љубљаница.

## Становништво
Општина Брезовица је густо насељена.

## Насеља општине
| - Брезовица при Љубљани - Внање Горице - Горења Брезовица - Горичица под Кримом - Долења Брезовица | - Жабница - Језеро - Камник под Кримом - Нотрање Горице - Планинца | - Плешивица - Подпеч - Подплешивица - Пресерје - Преваље под Кримом - Ракитна |  |